# Cerastium nanum
Cerastium nanum är en nejlikväxtart som beskrevs av Muschler. Cerastium nanum ingår i släktet arvar, och familjen nejlikväxter. Inga underarter finns listade i Catalogue of Life.